# Strömungswiderstand
Der Strömungswiderstand ist eine physikalische Größe, die in der Fluiddynamik die Kraft bezeichnet, die das Fluid als Medium einer Bewegung entgegensetzt.
Ein Körper, der sich relativ zu einem gasförmigen oder flüssigen Medium bewegt, erfährt einen Strömungswiderstand, eine der Relativgeschwindigkeit entgegengesetzt wirkende Kraft.
Bewegt sich ein Objekt wie ein Flugzeug durch die Luft, so spricht man auch vom Luftwiderstand oder von der Luftreibung, siehe Aerodynamik. 
Bei Bewegungen im Wasser spricht man von Wasserwiderstand, siehe Hydrodynamik.
Wenn ein Fluid durch eine Rohrleitung strömt, so erfährt es aufgrund der Rohrreibung entlang der zurückgelegten Strecke einen Druckverlust (siehe Strömungen in Rohrleitungen).

## Kräfte auf umströmte Körper
Auf die Oberfläche eines umströmten Körpers übt die Strömung örtlich verschiedene Schubspannung und Druck (Normalspannung) aus. Werden Druck und Schubspannung über die gesamte Oberfläche integriert, erhält man die resultierende Kraft, die die Strömung auf den Körper ausübt.
Diese Kraft hat eine bestimmte Richtung im Raum. Die Kraftkomponente, die in Richtung der Anströmrichtung liegt, ist die Widerstandskraft. Neben der Widerstandskraft sind andere Kraftkomponenten die Auftriebskraft und die Seitenkraft. Oft werden diese Kräfte im Windkanal gemessen.
Bei Kraftfahrzeugen ist es üblich, die Kraftkomponenten bezüglich eines fahrzeugfesten Koordinatensystems anzugeben.

## Komponenten des Strömungswiderstands

Anteil des Druck- und Reibungswiderstandes für verschiedene Körper: Zuoberst eine Scheibe, die quer zur Strömung steht. Zuunterst eine Scheibe, die parallel zur Strömung liegt.

An der Oberfläche eines Körpers, der einer Strömung ausgesetzt ist, wirken die physikalischen Größen Druck und Schubspannung. Dementsprechend setzt sich der Strömungswiderstand aus dem Druckwiderstand und dem Schubspannungswiderstand zusammen. In Abhängigkeit von der Form des umströmten Körpers und der Anströmrichtung kann der Druckwiderstand oder der Schubspannungswiderstand überwiegen.
Je nach Fall erweist es sich für die Betrachtung und Berechnung als günstig, bestimmte Effekte und Phänomene, die bei der Umströmung des Körpers auftreten, separat zu behandeln. Einige dieser Effekte werden als Interferenzwiderstand, induzierter Widerstand und Wellenwiderstand bezeichnet.

### Druckwiderstand (Formwiderstand)
Der Druckwiderstand folgt aus der Druckverteilung (Normalspannung) um einen Körper. Der Druck im Ablösegebiet am Heck von Körpern ist geringer als der im Staupunkt. Die wirksame Fläche dieses Widerstandes ist die projizierte Fläche in Richtung der Anströmung.

### Schubspannungswiderstand (Reibungswiderstand, Flächenwiderstand)
Der Schubspannungswiderstand ist Ergebnis der Reibung, also des viskosen Impulsaustausches. Er beruht auf den Schubspannungen, die auf der Oberfläche des Körpers auftreten, indem die Strömung über die Oberfläche streicht.

### Interferenzwiderstand
Der Interferenzwiderstand ist ein im Flugzeugbau verwendeter Begriff, der die Differenz zwischen den summierten Strömungswiderständen von verschiedenen Strömungskörpern zum Gesamt-Strömungswiderstand nach dem Zusammensetzen dieser Körper zu dem fertigen Objekt (Flugzeug) bezeichnet.
Ein Beispiel ist ein Flugzeugrumpf und die Flugzeugtragflächen vor dem Zusammenbau und nach erfolgter Montage. Die Summe der Einzelwiderstände der Bauteile Flügel und Rumpf ist höher als der Gesamtwiderstand nach dem Zusammenbau. Qualitativ betrachtet ist der Interferenzwiderstand die gegen die Anströmrichtung wirkende Komponente der Luftkraft an einem Strömungskörper, die durch die gegenseitige Beeinflussung der von verschiedenen Teilen des Flugzeuges ausgelösten Wirbel oder durch Überlagerung der Grenzschichten in den Ecken entsteht.

### Induzierter Widerstand
Der induzierte Widerstand entsteht immer, wenn ein Objekt in einem Fluid Kräfte quer zur Strömungsrichtung erzeugt. Das ist zum Beispiel bei der Auftriebserzeugung durch Tragflächen eines Flugzeugs der Fall, bei der zum einen Luft nach unten beschleunigt wird (downwash).

### Wellenwiderstand
Bei umströmten Körpern, die sich mit Überschall- oder transsonischer Geschwindigkeit bewegen, tritt zudem ein Wellenwiderstand hinzu. Dieser entspricht der abgestrahlten Schallleistung, die sich im Wesentlichen im Überschallknall zeigt.

## Abhängigkeit des Strömungswiderstandes
Die Strömungswiderstandskraft {\displaystyle F_{\mathrm {W} }} eines Körpers in einer bestimmten Lage ist abhängig von der Anströmgeschwindigkeit {\displaystyle v}, der Dichte {\displaystyle \rho } und der Viskosität (Zähigkeit) {\displaystyle \eta } des Fluids sowie der geometrischen Abmessung (einer charakteristischen Länge) {\displaystyle L} des Körpers.
{\displaystyle F_{\mathrm {W} }=f(v,\rho ,\eta ,L)}
Dieser Zusammenhang, der fünf Variablen umfasst, kann mit Hilfe einer Dimensionsanalyse nach dem Buckinghamschen Π-Theorem auch mittels zweier dimensionsloser Ähnlichkeitskennzahlen formuliert werden. Diese Ähnlichkeitskennzahlen sind der Strömungswiderstandskoeffizient {\displaystyle c_{\mathrm {W} }} und die Reynolds-Zahl {\displaystyle {\mathit {Re}}}, die definiert sind als

Strömungswiderstandskoeffizient einer Kugel in Abhängigkeit von der Reynolds-Zahl: c_{W} = f(Re)

{\displaystyle c_{\mathrm {W} }={\frac {F_{\mathrm {W} }}{{\frac {1}{2}}\rho v^{2}A}}}
{\displaystyle {\mathit {Re}}={\frac {vL\rho }{\eta }}}
Dabei ist die Größe {\displaystyle A} eine Bezugsfläche, welche definiert sein muss. Üblicherweise wird die Stirnfläche des Körpers als Bezugsfläche verwendet, bei Tragflügeln aber die Flügelfläche.
Der physikalische Zusammenhang kann damit beschrieben werden in der Form
{\displaystyle c_{\mathrm {W} }=f({\mathit {Re}})}
Die Widerstandskraft {\displaystyle F_{\mathrm {W} }} ist proportional zum Produkt aus {\displaystyle c_{\mathrm {W} }}-Wert und Bezugsfläche, welches als Widerstandsfläche bezeichnet wird. Man erhält die Strömungswiderstandkraft aus
{\displaystyle F_{\mathrm {W} }=c_{\mathrm {W} }\,A\,{\frac {1}{2}}\,\rho v^{2}}
Der Faktor {\displaystyle {\tfrac {1}{2}}\rho v^{2}} wird als Staudruck bezeichnet.
Für praktische Anwendungen, z. B. dem Luftwiderstand von Kraftfahrzeugen, kann die Abhängigkeit von der Reynolds-Zahl häufig vernachlässigt werden. Dann wird der {\displaystyle c_{\mathrm {W} }}-Wert (Strömungswiderstand) als konstanter Wert angesetzt, so dass der Widerstand quadratisch mit der Geschwindigkeit zunimmt. Für einen Vergleich des Strömungswiderstands verschiedener Fahrzeuge kommt als maßgebliches Kriterium die Widerstandsfläche hinzu, die Stirnfläche oder Querschnittsfläche.

## Laminare Strömung
Bei laminarer Strömung wird der Strömungswiderstand nur durch die innere Reibung des Mediums verursacht. Ist {\displaystyle \eta } die dynamische Viskosität des Mediums, so gilt für kugelförmige Körper vom Radius {\displaystyle r} das Stokessche Gesetz
{\displaystyle F_{\mathrm {W} }=6\pi \,\eta \,v\,r}
Der Widerstandsbeiwert {\displaystyle c_{w}} einer Kugel kann für den allgemeinen Fall einer laminaren Strömung mit Reynoldszahlen kleiner {\displaystyle 2\cdot 10^{5}} mit folgender Näherungsformel ermittelt werden:
{\displaystyle c_{w}={\frac {24}{Re}}+{\frac {4}{\sqrt {Re}}}+0{,}4\quad {\text{mit}}\quad Re<2\cdot 10^{5}}
Für Reynoldszahlen kleiner 1 gilt das Stoke'sche Gesetz und der Widerstandsbeiwert nähert sich dem Wert {\displaystyle {\tfrac {24}{Re}}} an!

## Turbulente Strömung
In einer turbulenten Strömung lässt sich der Strömungswiderstand nur durch Experimente bestimmen, bzw. durch aufwendige numerische Rechnung, z. B. mittels Finite-Volumen-Verfahren, annähern.
Bei Kraftfahrzeugen, aber auch z. B. Fahrradfahrern und Läufern, kann im relevanten Geschwindigkeitsbereich von turbulenter Strömung ausgegangen werden.
Im modernen Automobilbau ist der {\displaystyle c_{\mathrm {W} }}-Wert, der Luftwiderstandsbeiwert, von großer Bedeutung. Er kann im optimalen Falle 0,07 betragen (TERA Fennek 2013), beim Ford Model T war er 0,9.

## Längenbezogener Strömungswiderstand
Poröse Materialien werden zur Schalldämpfung eingesetzt. Ihre Fähigkeit zur Schallabsorption hängt unter anderem von ihrem längenbezogenen Strömungswiderstand ab.
Diese besondere Form des Strömungswiderstands ist Maß für die Fähigkeit des Materials, die kleinen Luftbewegungen zu bremsen, die von auftreffenden Schallwellen ausgelöst werden.
Beim Einsatz in der Zwischensparrendämmung von Dächern etwa sollte der längenbezogene Strömungswiderstand r des Dämmstoffs zwischen 3 und 35 kPa·s/m2 oder – gemäß der DIN EN 13162 in Verbindung mit der DIN 4109-10 – bei mindestens 5 [kN·s/m4] liegen.